# Paroisse de Petersville
Pour la localité en Alaska, voir Petersville.
La paroisse de Petersville est à la fois une paroisse civile et un ancien district de services locaux (DSL) canadien du comté de Queens, au sud du Nouveau-Brunswick. Dans le cadre de la réforme de la gouvernance locale du 1er janvier 2023, le DSL a été annexé au district rural de Fundy.

## Toponyme
Petersville est nommé ainsi en l'honneur de Harry Peters, qui fut président de l'Assemblée législative du Nouveau-Brunswick à la création de la paroisse.

## Géographie

### Hameaux et lieux-dits
La paroisse comprend les hameaux de Welsford et Clarendon.

## Histoire
Le bas de la rivière Nerepis est colonisé avant 1812, à la suite de l'expansion des établissements loyalistes du fleuve Saint-Jean. De 1812 à 1830, la localité prend de l'expansion jusqu'au Bras Nord, colonisé par des néo-brunswickois et des colons irlandais. L'arrière-pays est aussi colonisé par des Irlandais. En effet, Petersville Church est colonisé après 1820, surtout par des Irlandais. Ce sont aussi des immigrants irlandais qui fondent New Jerusalem vers 1821, vraisemblablement sur une partie du domaine de Kemble Manor. Headline, d'abord appelé Cootes (Coates) Hill, est fondé par des protestants irlandais en 1829 mais exproprié durant les années 1950 pour l'ouverture de la base de Gagetown. Le hameau de Ballyshannon est fondé après 1842 par des Irlandais mais ensuite abandonné.
La municipalité du comté de Queens est dissoute en 1966. La paroisse de Petersville devient un district de services locaux en 1967.

## Démographie
| 2001 | 2006 | 2011 | 2016 |
| ---- | ---- | ---- | ---- |
| 821  | 758  | 723  | 681  |

## Économie
Entreprise Central NB, membre du Réseau Entreprise, a la responsabilité du développement économique.

## Administration

### Comité consultatif
En tant que district de services locaux, Petersville est administré directement par le Ministère des Gouvernements locaux du Nouveau-Brunswick, secondé par un comité consultatif élu composé de cinq membres dont un président.

### Commission de services régionaux
La paroisse de Petersville fait partie de la Région 9, une commission de services régionaux (CSR) devant commencer officiellement ses activités le 1er janvier 2013. Contrairement aux municipalités, les DSL sont représentés au conseil par un nombre de représentants proportionnel à leur population et leur assiette fiscale. Ces représentants sont élus par les présidents des DSL mais sont nommés par le gouvernement s'il n'y a pas assez de présidents en fonction. Les services obligatoirement offerts par les CSR sont l'aménagement régional, l'aménagement local dans le cas des DSL, la gestion des déchets solides, la planification des mesures d'urgence ainsi que la collaboration en matière de services de police, la planification et le partage des coûts des infrastructures régionales de sport, de loisirs et de culture; d'autres services pourraient s'ajouter à cette liste.

### Représentation et tendances politiques
Nouveau-Brunswick: La majeure partie de Petersville est comprise dans circonscription provinciale d'Oromocto, qui est représentée à l'Assemblée législative du Nouveau-Brunswick par Jody Carr, du Parti progressiste-conservateur. Il fut élu en 1999 puis réélu en 2003, en 2006 et en 2010. Le hameau de Welsford fait quant à lui partie de la circonscription provinciale de Fundy-River Valley, qui est représentée par Jim Parrott, du Parti progressiste-conservateur. Il fut élu en 2006. Finalement, le hameau de Clarendon fait plutôt partie de la circonscription provinciale de New Maryland–Sunbury-Ouest, qui est représentée par Jack Carr, du Parti progressiste-conservateur. Il fut élu en 2008 et réélu en 2010.
 Canada: Petersville fait partie de la circonscription électorale fédérale de Nouveau-Brunswick-Sud-Ouest, qui est représentée à la Chambre des communes du Canada par Gregory Francis Thompson, ministre des Anciens Combattants et membre du Parti conservateur. Il fut élu lors de la 40e élection fédérale, en 1988, défait en 1993 puis réélu à chaque fois depuis 1997.

## Vivre dans la paroisse de Petersville
Le DSL est inclus dans le territoire du sous-district 10 du district scolaire Francophone Sud. Les écoles francophones les plus proches sont à Fredericton et Oromocto alors que les établissements d'enseignement supérieurs les plus proches sont dans le Grand Moncton.
Welsford possède une caserne de pompiers. Le bureau de poste et le détachement de la Gendarmerie royale du Canada le plus proche est à Grand Bay-Westfield.
Les anglophones bénéficient du quotidien Telegraph-Journal, publié à Saint-Jean. Les francophones bénéficient quant à eux du quotidien L'Acadie nouvelle, publié à Caraquet et de l'hebdomadaire L'Étoile, de Dieppe.

## Culture

### Personnalités
- James Robert Inch (1835-1912), éducateur, né à New Jerusalem